# Sarcochilus tricalliatus
Sarcochilus tricalliatus är en orkidéart som först beskrevs av Herman Montague Rucker Rupp, och fick sitt nu gällande namn av Herman Montague Rucker Rupp. Sarcochilus tricalliatus ingår i släktet Sarcochilus och familjen orkidéer. Inga underarter finns listade i Catalogue of Life.